# VI Korpus Cesarstwa Austriackiego
VI Korpus Cesarstwa Austriackiego – jeden z korpusów w strukturze organizacyjnej armii Cesarstwa Austriackiego. Brał udział m.in. w wojnie siedmiotygodniowej (na froncie północnym).

## Skład w 1866
Jego dowódcą był feldmarszałek-porucznik Wilhelm Ramming von Riedkirchen.
Korpus składał się z następujących oddziałów i pododdziałów:
- brygada piechoty (dowódca płk Georg von Waldstatten),
- brygada piechoty (dowódca płk Moritz Hertweck Edler von Haueneberstein),
- brygada piechoty (dowódca płk Ferdynand Rosenzweig von Drauwehr),
- brygada piechoty (dowódca płk Johann Jonak Edler von Freyenwald),
- 4 szwadrony 10 Pułku Ułanów hrabiego Clam-Gallasa,
- 2 baterie artylerii 4-funtowe,
- 2 baterie artylerii 8-funtowe,
- 2 baterie artylerii konnej,
- 1 bateria rakiet.